# Liste des genres de conodontes
Ceci est une liste de genres de conodontes, des poissons agnathes ayant vécu du Cambrien au Trias, connus surtout par leurs dents.
Au début du XXIe siècle, 550 noms de genres valides sont connus, mais la réinterprétation en assemblages multi-éléments pourrait faire baisser ce nombre.

## A-C
- †Acanthodina
- †Acanthodus
- †Acodus
- †Acuminatella
- †Adetognathus
- †Aethotaxis
- †Algherella
- †Alternognathus
- †Amorphognathus
- †Amydrotaxis
- †Anastrophognathus
- †Ancoradella
- †Ancyrodella
- †Ancyrodelloides
- †Ancyrognathus
- †Ancyrolepis
- †Angulodus
- †Ansella
- †Anticostiodus
- †Antognathus
- †Apatella
- †Appalachignathus
- †Apsidognathus
- †Archaeognathus
- †Arianagnathus
- †Aspeluindia
- †Astropentagnathus
- †Axiothea
- †Bactrognathus
- †Baltoniodus
- †Basselodus
- †Belodina
- †Belodus
- †Bergstroemognathus
- †Branmehlia
- †Bryantodina
- †Budurovignathus
- †Caenodontus
- †Cahabagnathus
- †Cambrooistodus
- †Camptognathus
- †Capricornognathus
- †Carinella
- †Carnepigondolella
- †Carniodus
- †Cavusgnathus
- †Chiosella
- †Chirodella
- †Chirognathus
- †Chosonodina
- †Clarkina
- †Clavohamulus
- †Cloghergnathus
- †Clydagnathus
- †Coelocerodontus
- †Colaptoconus
- †Coleodus
- †Complexodus
- †Cooperignathus
- †Cornuodus
- †Cordylodus
- †Coryssognathus
- †Cristodus
- †Cryptotaxis
- †Ctenognathodus
- †Culumbodina
- †Curtognathus
- †Cypridodella

## D-I
- †Dapsilodus
- †Declinognathodus
- †Decoriconus
- †Dentacodina
- †Diadelognathus
- †Diaphorodus
- †Dichodella
- †Diplododella
- †Diplognathodus
- †Distacodella
- †Distomodus
- †Doliognathus
- †Dollymae
- †Drepanodus
- †Dvorakia
- †Ellisonia
- †Elsonella
- †Embaysgnathus
- †Eocarniodus
- †Eoconodontus
- †Eolinguipolygnathus
- †Eoneoprioniodus
- †Eoplacognathus
- †Eotaphrus
- †Epigondolella
- †Erismodus
- †Erraticodon
- †Evencodus
- †Exochognathus
- †Fahraeusodus
- †Foliella
- †Fryxellodontus
- †Fungulodus
- †Furnishina
- †Gamachignathus
- †Gapparodus
- †Geniculatus
- †Gladigondolella
- †Glyptoconus
- †Gnathodus
- †Gondolella
- †Granatodontus
- †Hadrodontina
- †Hamarodus
- †Hemilistrona
- †Hertzina
- †Hindeodelloides
- †Hindeodina
- †Hindeodus
- †Hirsutodontus
- †Histiodella
- †Homoiranognathus
- †Huddlella
- †Iapetognathus
- †Iapetonudus
- †Idiognathodus
- †Idiognathoides
- †Iranognathus
- †Isarcicella
- †Istorinus

## J-M
- †Jinogondolella
- †Johnognathus
- †Juanognathus
- †Jumudontus
- †Kallidontus
- †Kimognathus
- †Kladognathus
- †Klapperina
- †Kockelella
- †Kraussodontus
- †Lanea
- †Latericriodus
- †Laterignathus
- †Lenodus
- †Leptochirognathus
- †Leutorhinion
- †Lochriea
- †Lonchodus
- †Loxodus
- †Macerodus
- †Manticolepis
- †Mazzaella
- †Meiognathus
- †Mesogondolella
- †Mestognathus
- †Metapolygnathus
- †Metaprioniodus
- †Microzarkodina
- †Misikella
- †Mitrellotaxis
- †Mixoconus
- †Mongolodus
- †Monocostodus
- †Mosherella
- †Muellerilepis
- †Nealeodus
- †Neocavitella
- †Neocoleodus
- †Neognathodus
- †Neogondolella
- †Neohindeodella
- †Neomultioistodus
- †Neopanderodus
- †Neospathodus
- †Neoprioniodus
- †Neostreptognathodus
- †Nericodus
- †Nicoraella
- †Nodognathus
- †Nordiodus
- †Norigondolella

## O-P
- †Oelandodus
- †Oepikodus
- †Oistodella
- †Oistodus
- †Oligodus
- †Oneotodus
- †Oulodus
- †Ozarcodina
- †Ozarkodina
- †Palmatolepis
- †Paltodus
- †Panderodus
- †Parabelodina
- †Parachirognathus
- †Paracordylodus
- †Parafurnishius
- †Parapachycladina
- †Parapaltodus
- †Paraprionodus
- †Paraserratognathus
- †Paroistodus
- †Parutahconus
- †Patrognathus
- †Pavlovites
- †Pedavis
- †Periodon
- †Phragmodus
- †Pinacognathus
- †Platyvillosus
- †Playfordia
- †Plegagnathus
- †Polonodus
- †Polygnathodella
- †Polygnathellus
- †Polygnathoides
- †Polygnathus
- †Polylophodonta
- †Pranognathus
- †Prattognathus
- †Pravognathus
- †Prioniodina
- †Prioniodus
- †Prionognathodus
- †Pristognathus
- †Proconodontus
- †Promissum
- †Protohertzina
- †Protognathodus
- †Protopanderodus
- †Protoprioniodus
- †Pseudobelodina
- †Pseudofurnishius
- †Pseudooneotodus
- †Pseudopolygnathus
- †Pseudosweetognathus
- †Pteracontiodus
- †Pterospathodus
- †Ptilognathus
- †Pygodus

## R-Z
- †Rabeignathus
- †Reutterodus
- †Rhachistognathus
- †Rhipidognathus
- †Rhodalepus
- †Rhodesognathus
- †Rossodus
- †Rotundacodina
- †Roundya
- †Scabbardella
- †Scaliognathus
- †Sannemannia
- †Scaphignathus
- †Schmidtognathus
- †Schopfodus
- †Scolopodus
- †Scotlandia
- †Scyphiodus
- †Sibiriodus
- †Siphonodella
- †Spathognathodus
- †Spinodus
- †Staufferella
- †Staurognathus
- †Streptognathodus
- †Steptotaxis
- †Stereoconus
- †Stolodus
- †Strachanognathus
- †Streptognathus
- †Subbryantodus
- †Sweetocristatus
- †Sweetognathus
- †Tangshanodus
- †Taoqupognathus
- †Taphrognathus
- †Tasmanognathus
- †Triangulodus
- †Tripodus
- †Tropodus
- †Tuxekania
- †Ulrichodina
- †Utahconus
- †Variabiloconus
- †Vjalovognathus
- †Volgelgnathus
- †Walliserodus
- †Westergaardodina
- †Windsorgnathus
- †Wurmiella
- †Xaniognathus
- †Yaoxianognathus
- †Zieglericonus
- †Zieglerodina